# ルーシー☆インザスカイ
ルーシー☆インザスカイ（OH!ルーシーから改名）（1969年  10月12日 - ） 本名、堤純理。女性。
福岡県大牟田市出身。血液型は（RH-）A型。

## 来歴
2010年6月より、芸名のOH！を外し「ルーシー」に改名（芸人になった最初はルーシーであった）
更に、9月、事務所の先輩芸人の一言で「ルーシー☆インザスカイ」に改名。
- 近畿日本ツーリストに入社し、ツアーコンダクターを9年間務めていた。
- その後劇団東京ヴォードヴィルショーに研究生として入り、2年間在籍していた。
- 34歳の時にお笑い芸人に転身。
- 葬儀司会歴20年の超現役である。
- 同じ事務所所属のDJきーぽんとのコラボライブ『ドライ・マティーニ』を、2008年8月7日・8月8日公演の回より行っている。

## 芸風
いくつかのキャラクターがあり、それによってテンションも変わってくる。
- 『赤羽の貴婦人』 - 自らを『アカバネーゼ』と称し、マダムを意識したドレスの衣装でマダム漫談を演じる。決め台詞に『マダムジョーク!』『チョイ、チョイ!』などがある。『新春ゴールデンピンクカーペット』ではこのキャラクターで出演した。
- ハリウッド女優など、『こんな時はアメリカ人になっちゃおう』ネタではアメリカ人になりきって演じる。顔芸が入る場合もある（『あっ!と芸人コレクション!』（あっ!とおどろく放送局）2007年8月14日配信分 など）。決めセリフに『マーベラス!』など。
- 『葬儀屋の司会』 - このキャラクターでは黒の喪服姿で鈴（仏具）を持ち、テンションを抑え目にして演じ、ネタの合間に鈴を叩いて鳴らす。『暗いお姉さんは好きですか?』で始まり、『こんな私に、合掌。ご出棺でございます。』で終わるというパターン。『エンタの天使』、『ラジかるッ』ではこのキャラクターで出演した。なお現在も葬儀司会の仕事をしていて、ラジかるッ!出演後には、禅宗の厳しいお坊さんに叱られたという。
- この他に、
  - 来宮良子のナレーションの物真似
  - 101匹わんちゃんのパロディ芸
  - 赤襦袢をきてカスタネットのリズムにあわせた“ええじゃないか”の自虐ネタ
  - 選挙演説にかけた、花嫁立候補ネタ（このキャラクターの時に「古いお姉さんは好きですかー?」というセリフを発することがある）
  - ピンク・レディー、ジュリア・ロバーツ、ルーシーの母親のそれぞれを元にした芸
  - 鳩山幸（鳩山由紀夫夫人）の物真似をして演じるネタ

などをこれまでに演じている。
なお『R-1ぐらんぷり2010』では、この内の「花嫁立候補ネタ」を演じたが、2010年1月8日に出場した1回戦では直前の出番が鳩山来留夫だったため、演説の芸風が連続したという事態となった。

## 出演

### テレビ
- 爆笑ピンクカーペット （フジテレビ、2008年1月1日初出演） - キャッチコピーは『赤羽の貴婦人』
- 新春ホワイトカーペット（フジテレビ、2009年1月1日初出演）『この女ええじゃないか』
- エンタの天使 （日本テレビ、第2回） - キャッチコピーは『哀愁の遠吠えマダム』
- ラジかるッ （日本テレビ、2008年2月29日）

金曜日の『ウエスポーン!女ののど自慢』に出演。ここにおいて、VTR出演した同じ事務所所属のにしおかすみこに、薬の治験のアルバイトをやっていたことがあったことを暴露された。
- 爆笑最前線 （NHK衛星第2テレビジョン） - 『特選への扉』コーナーに出演
- ハピふる! （フジテレビ、2008年4月11日）

『販売のプロフェッショナルの裏側!』の企画で出演。ここで、実演販売士としても活動していることが紹介された（）。
- 明石家さんちゃんねる（TBS、専属女子アナオーディション）

葬儀司会者の肩書きで出演。
- 競馬ワンダラー（グリーンチャンネル） - 制作委員役

### ラジオ
- Honda Smile Mission （TOKYO FM、レポーターとして47都道府県１２周）
- 夏だ! ラジオだ! バイノーラル祭り! （TOKYO FM、特別番組） - 2008年9月1日（8月31日深夜）3:00 - 5:00放送。
- ルーシーのコマラジ応援パスポート Go Fight Win! (2024年2月-)